# Robert Shavlakadze
Robert Shavlakadze (Tiflis, Georgia, Unión Soviética, 1 de abril de 1933-Ibidem., 4 de marzo de 2020) fue un atleta soviético, especializado en la prueba de salto de altura, fue campeón olímpico en 1960, el primer campeón olímpico soviético de salto de altura.
Falleció a los ochenta y seis años el 4 de marzo de 2020 en la ciudad de Tiflis.

## Carrera deportiva
En los JJ. OO. de Roma 1960 ganó la medalla de oro en el salto de altura, con un salto de 2.16 metros que fue récord olímpico, superando a su compatriota soviético Valeriy Brumel (plata también con 2.16 m pero en más intentos) y al estadounidense John Thomas (bronce con 2.14 m).